# Ariwara no Narihira
Ariwara no Narihira (jap. 在原業平 Ariwara no Narihira; ur. 825, zm. 880) – japoński poeta i arystokrata, tworzący w okresie Heian. Piąty syn księcia Abo i księżnej Ito, wnuk cesarzy Heizei i Kammu, młodszy brat Ariwary no Yukihiry. Uważany za pierwowzór głównego bohatera powieści Ise monogatari. Zaliczany do Sześciu Mistrzów Poezji (Rokkasen) i Trzydziestu Sześciu Mistrzów Poezji (Sanjūrokkasen). 
Informacji o życiu Ariwary no Narihiry jest bardzo niewiele i pochodzą głównie z oficjalnej historii Sandai jitsuroku. W 836 wraz ze swoimi braćmi został skreślony z rejestru rodziny cesarskiej, i otrzymał nowe nazwisko „Ariwara”. Na dworze cesarskim początkowo zajmował pomniejsze stanowiska. W 865 roku został jednym z dowódców (chūjō) cesarskiej straży przybocznej, a w 879 kierownikiem biura archiwistów. Na kilka miesięcy przed śmiercią został mianowany szambelanem. Często był także wysyłany na prowincję jako oficjalny wysłannik cesarski. Nie udzielał się w życiu publicznym, a sławę zyskał przede wszystkim dzięki poezji oraz licznym, nie zawsze udanym, podbojom miłosnym. Z tych też względów określany jest mianem „japońskiego Don Juana”. Trzydzieści poematów waka jego autorstwa zostało opublikowanych w Kokin-wakashū, cesarskiej antologii poezji okresu Heian, wydanej około 905 roku.
Ariwara no Narihira znany jest przede wszystkim jako pierwowzór głównego, anonimowego bohatera powstałej w okresie Heian (prawdopodobnie w I poł. X w.) powieści Ise monogatari (pol. Opowieści z Ise). Ise monogatari składa się z 209 poematów (większość z nich uważana jest za dzieła Narihiry) w 125 epizodach, pisanych tak wierszem, jak i prozą (uta-monogatari). Każdy z epizodów opisuje poemat lub wymianę poematów pomiędzy Narihirą a obiektem jego uczuć. 
Prawdopodobnie poślubił córkę (nieznaną z imienia) Ki no Aritsune. Najstarszym synem Ariwary no Narihiry był Ariwara no Muneyana, również poeta i dworzanin.